# Baron Stratheden i Campbell
Baronowie Stratheden 1. kreacji (parostwo Zjednoczonego Królestwa)
- 1836–1860: Mary Elizabeth Campbell, 1. baronowa Stratheden
- 1860–1893: William Frederick Campbell, 2. baron Stratheden i Campbell
- 1893–1918: Hallyburton George Campbell, 3. baron Stratheden i Campbell
- 1918–1981: Alaistair Campbell, 4. baron Stratheden i Campbell
- 1981–1987: Gavin Campbell, 5. baron Stratheden i Campbell
- 1987 -: Donald Campbell, 6. baron Stratheden i Campbell

Najstarszy syn 6. barona Stratheden i Campbell: David Anthony Campbell
Baronowie Campbell 1. kreacji (parostwo Zjednoczonego Królestwa)
- 1841–1861: John Campbell, 1. baron Campbell
- 1861–1893: William Frederick Campbell, 2. baron Stratheden i Campbell
- pozostali baronowie Campbell: patrz wyżej